# کوکودری (لوئیزیانا)
کوکودری (به انگلیسی: Cocodrie) یک منطقهٔ مسکونی در ایالات متحده آمریکا است که در لوئیزیانا واقع شده‌است.